# Lerista elongata
Lerista elongata este o specie de șopârle din genul Lerista, familia Scincidae, descrisă de Storr 1990. A fost clasificată de IUCN ca specie cu risc scăzut. Conform Catalogue of Life specia Lerista elongata nu are subspecii cunoscute.